# Bathothauma
Bathothauma is een geslacht van inktvissen uit de familie van de Cranchiidae.

## Soort
- Bathothauma lyromma Chun, 1906